# Igor Olegowitsch Oschiganow
Igor Olegowitsch Oschiganow (russisch Игорь Олегович Ожиганов; englische Transkription: Igor Olegovich Ozhiganov; * 13. Oktober 1992 in Krasnogorsk) ist ein russischer Eishockeyspieler, der seit November 2019 beim SKA Sankt Petersburg aus der Kontinentalen Hockey-Liga unter Vertrag steht und dort auf der Position des Verteidigers spielt.

## Karriere
Igor Oschiganow begann seine Karriere als Eishockeyspieler in der Nachwuchsabteilung des HK ZSKA Moskau, für dessen Juniorenmannschaft Krasnaja Armija Moskau er von 2009 bis 2012 in der multinationalen Nachwuchsliga Molodjoschnaja Chokkeinaja Liga aktiv war. Mit der Mannschaft gewann er in der Saison 2010/11 den Charlamow-Pokal. Parallel lief er von 2010 bis 2012 in neun Spielen für die Profimannschaft von ZSKA Moskau in der Kontinentalen Hockey-Liga auf und erzielte dabei zwei Tore.
Zur Saison 2012/13 wurde der Verteidiger vom KHL-Ligarivalen Amur Chabarowsk verpflichtet, bei dem er auf Anhieb Stammspieler wurde. In 49 KHL-Partien für den Klub erzielte er 15 Scorerpunkte, ehe er kurz vor den Play-offs vom ZSKA zurückgeholt wurde. Nach dem Saisonende wurde Oschiganow zusammen mit Dmitri Kugryschew gegen Nikita Saizew vom HK Sibir Nowosibirsk eingetauscht. Zudem erhielt der HK Sibir eine finanzielle Kompensationszahlung. Zwei Jahre später kehrte er zusammen mit Kugryschew zum ZSKA zurück, im Gegenzug wechselte Damir Schafjarow zu Sibir.
Nach der Saison 2017/18 entschloss sich Oschiganow zu einem Wechsel nach Nordamerika und unterzeichnete im Mai 2018 einen Einstiegsvertrag bei den Toronto Maple Leafs aus der National Hockey League (NHL) für ein Jahr. Nachdem er 53 Spiele für die Maple Leafs bestritten hatte, kehrte er nach nur einem Jahr wieder in seine Heimat zurück, als er Mitte Mai 2019 einen Vertrag bei Ak Bars Kasan aus der KHL unterzeichnete. Diese hatten seine Transferrechte erst wenige Wochen vorher von ZSKA Moskau erworben. Bereits im November 2019 in Kasan zog er weiter zum Ligakonkurrenten SKA Sankt Petersburg.

### International
Für Russland nahm Oschiganow an der U20-Junioren-Weltmeisterschaft 2012 teil, bei der er mit seiner Mannschaft die Silbermedaille gewann. Dazu steuerte er in sieben Turniereinsätzen einen Treffer bei. Sein Debüt in der A-Nationalmannschaft gab der Verteidiger im Rahmen der Euro Hockey Tour 2014/15. Er wurde bei der Weltmeisterschaft 2021 erstmals bei einem großen IIHF-Turnier der Herren eingesetzt.

## Erfolge und Auszeichnungen
- 2011 Charlamow-Pokal-Gewinn mit Krasnaja Armija Moskau
- 2017 Teilnahme am KHL All-Star Game

### International
- 2012 Silbermedaille bei der U20-Junioren-Weltmeisterschaft

## Karrierestatistik
Stand: Ende der Saison 2020/21

### International
Vertrat Russland bei:
- U20-Junioren-Weltmeisterschaft 2012
- Weltmeisterschaft 2021

(Legende zur Spielerstatistik: Sp oder GP = absolvierte Spiele; T oder G = erzielte Tore; V oder A = erzielte Assists; Pkt oder Pts = erzielte Scorerpunkte; SM oder PIM = erhaltene Strafminuten; +/− = Plus/Minus-Bilanz; PP = erzielte Überzahltore; SH = erzielte Unterzahltore; GW = erzielte Siegtore; 1 Play-downs/Relegation; Kursiv: Statistik nicht vollständig)